# Норвегия на летних Олимпийских играх 1964
Норвегия принимала участие в Летних Олимпийских играх 1964 года в Токио (Япония) в тринадцатый раз за свою историю, но не завоевала ни одной медали. Это всего лишь вторая олимпиада, когда норвежцам не удалось взять ни одной медали.